# Ніколаєвська сільська рада (Щучанський район)
Нікола́євська сільська рада (рос. Николаевский сельский совет) — сільське поселення у складі Щучанського району Курганської області Росії.
Адміністративний центр — село Ніколаєвка.
Населення сільського поселення становить 397 осіб (2017; 478 у 2010, 807 у 2002).

## Склад
До складу сільського поселення входять:
| Населений пункт     | Населення, осіб (2002) | Населення, осіб (2010) |
| ------------------- | ---------------------- | ---------------------- |
| Кнутово, присілок   | 84                     | 57                     |
| Мурашово, присілок  | 52                     | 38                     |
| Ніколаєвка, село    | 395                    | 258                    |
| Чердаки, присілок   | 102                    | 46                     |
| Чудняково, присілок | 174                    | 79                     |